# Сак, Юрий Михайлович
Сак Юрий Михайлович (1917—1998) — советский учёный, доктор филологических наук, профессор, знаток классических языков.
Родился 7 апреля 1917 года в бедной крестьянской семье в селе Брод на Иршавщине, Закарпатье. Рано потерял отца, но благодаря своим способностям, сумел окончить школу в родном селе, а впоследствии и Ужгородскую гимназию. В 1936 г. поступил на философский факультет Карлова университета в Праге, Чехословакия. Университетское образование завершил в Дебреценському университете, Венгрия, где получил специальность преподавателя классической филологии.
С 1946 г. в течение более полувека занимался научной и педагогической деятельностью в Ужгородском государственном университете, преподавая латинский и древнегреческий языки, введение в романское языкознание и другие дисциплины.
Юрий Михайлович Сак является автором более 150 научных трудов, из которых 44 опубликовано в украинских и зарубежных изданиях. Под его руководством был осуществлен перевод с латинского на украинский язык шеститомного труда Михаила Лучкая «История Карпатских русинов».
Широкое признание получила работа автора «Инкунабулы библиотеки Ужгородского государственного университета», которая была зафиксирована в библиотеке Оксфордского университета в Англии.
С 1993 года преподавал латинский язык в Ужгородской греко-католической богословской академии имени блаженного Теодора Ромжи.